# Ekkehart Eymer
Ekkehart Helmut Eymer (* 22. September 1945 in Aalborg, Dänemark) ist ein deutscher Rechtsanwalt, Unternehmer und Politiker (CDU).

## Leben
Ekkehart Eymer ist ein Sohn Wolfgang Eymers. Er wurde in einem Flüchtlingslager in Dänemark geboren, wohin seine Mutter von Stettin aus geflüchtet war. Nach dem Abitur 1966 am Katharineum zu Lübeck begann Eymer an der Philipps-Universität Marburg Rechts-, Staats- und Politische Wissenschaften zu studieren. Er wurde Mitglied des Corps Teutonia Marburg, das ihn am 15. Dezember 1966 recipierte. Als Inaktiver wechselte er an die Universität Lausanne und die Christian-Albrechts-Universität zu Kiel. Dort bestand er 1972 das Referendarexamen. Nach der Assessorprüfung (1976) als Rechtsanwalt zugelassen, besuchte er die Deutsche Hochschule für Verwaltungswissenschaften Speyer. 1984 gründete er die Senator-Gruppe Lübeck, eine Unternehmensgruppe für Soziale Dienste, die zahlreiche Senioreneinrichtungen und Pflegeheime betrieb. Als Unternehmer engagierte er sich außerdem in Rehabilitationskliniken und in der Hotellerie.
Seit 1973 ist er mit der Politikerin Anke Eymer geb. Kalinka verheiratet. 

## Partei
Als Mitglied der CDU wurde Eymer 1973 in den Bundesvorstand der Jungen Union gewählt. Er war ihr Schatzmeister und Justitiar. Außerdem war er CDU-Kreisvorsitzender in Lübeck.

## Abgeordneter
Bei der Bundestagswahl 1976 wurde Eymer Mitglied des Deutschen Bundestages. 1980 mit dem Ende der Legislaturperiode ausgeschieden, rückte er am 14. Januar 1981 für den ausgeschiedenen Abgeordneten Karl-Heinz Narjes bis 1983 nach. Beide Male war er über die Landesliste der CDU in Schleswig-Holstein eingezogen. 
In Lübeck gehörte er von 2003 bis 2008 der Bürgerschaft an.

## Ehrungen
- Honorarkonsul der Republik Südafrika in Lübeck[8]